# Ludwig Seiboldt

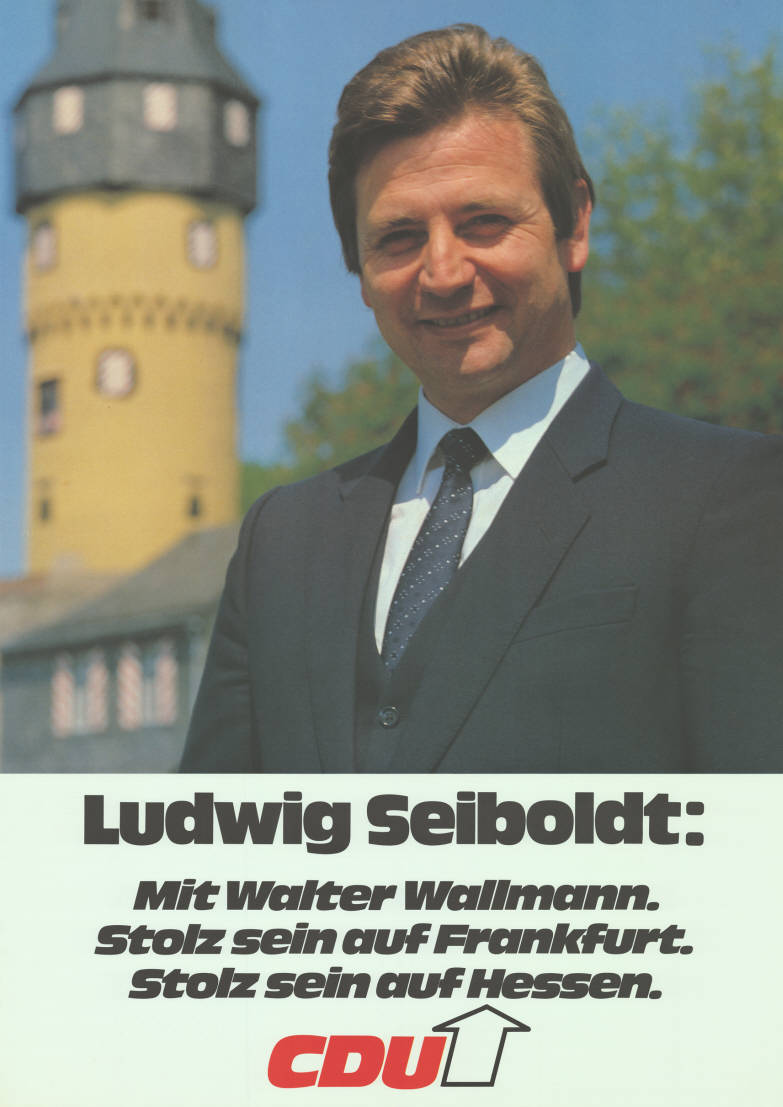
Kandidatenplakat zur Landtagswahl in Hessen 1983

Ludwig Seiboldt (* 14. November 1941 in Nieder-Eschbach; † 23. Januar 2008 in Lich) war ein deutscher Agraringenieur und Politiker (CDU).

## Leben und Beruf
Nach dem Besuch der Volksschule absolvierte Seiboldt zunächst eine landwirtschaftliche Ausbildung, die er 1960 mit der Gehilfenprüfung abschloss. Er besuchte von 1958 bis 1960 die Landwirtschaftliche Fachschule in Friedberg und 1961/62 die Höhere Landbauschule in Michelstadt. 1962 graduierte er zum Diplom-Agraringenieur. Ludwig Seiboldt war verheiratet und hatte zwei Kinder.
Seiboldt arbeitete von 1963 bis 1966 als Sachbearbeiter im öffentlichen Dienst. Von 1966 bis 1977 war er als Projektleiter und wissenschaftlicher Mitarbeiter für landwirtschaftliche Entwicklungsaufgaben in Süddeutschland und Nordrhein-Westfalen tätig. 1977 trat er als Verwaltungsangestellter in den Dienst des Bundesamtes für Ernährung und Forstwirtschaft ein.
Ludwig Seiboldt ist am 23. Januar 2008 nach langer Krankheit verstorben.

## Politik
Seiboldt trat 1961 der Jungen Union bei und war von 1963 bis 1970 JU-Kreisvorsitzender in Friedberg. Seit 1963 war er Mitglied der CDU. In der CDU war er 1970 bis 1972 stellvertretender Kreisvorsitzender.
Kommunalpolitisch war er als Vorsitzender des Ortsbeirates Nieder-Eschbach und Abgeordneter im Umlandverband Frankfurt aktiv.
Seiboldt gehörte dem Hessischen Landtag vom 22. März 1979, als er für den ausgeschiedenen Abgeordneten Karl-Heinrich Trageser nachrückte, bis 1983 an. 1983 kandidierte er im Wahlkreis Frankfurt am Main VI erneut für den Landtag, verlor den Wahlkreis aber an den Sozialdemokraten Fred Gebhardt. Ab 1985 war er Kreistagsmitglied des Kreises Gießen.
Seiboldt war vom 16. Januar 1984 bis zu seinem Tod am 23. Januar 2008 also 24 Jahre Bürgermeister der Stadt Lich.

## Ehrungen
Ludwig Seiboldt erhielt 9 Tage vor seinem Tod am 14. Januar 2008 den Hessischen Verdienstorden.